# Mylène de la Haye
Mylène de la Haye (Leiden, 29 maart 1959) is een Nederlandse presentatrice, journaliste, schrijfster.
In 2003 bracht ze een kinderboek uit, De Droommeesters. In 2012 kwam Smoelwerk uit, waarin De la Haye vertelt over haar gezichtsreconstructie.
Tegenwoordig is ze journaliste bij Het Parool.

## Varia
- Haar broer is acteur Robert de la Haye.
- In 2015 deed zij mee aan de eerste uitgezonden auditieronde van talentenjacht The voice of Holland.

## Programma's
- Echte mannen  (RTL 4)
- Lief en Leed
- Te Paard Te Paard (RTL 5)
- Mylène de la Haye, P.A. (RTL 5)
- De Vakantievrouw (RNN7)

### Gastrol
- Sinterklaasjournaal (2012), als Roermondse die boodschappen wil doen

- Nederlandse Thesaurus van Auteursnamen: 09826320X
- Virtual International Authority File: 280882199